# パナマ・ホテル
パナマ・ホテル（英語: Panama Hotel）は、アメリカ合衆国ワシントン州シアトルにあるホテル。シアトルの旧日本町にあたる地区（現在のチャイナタウン＝インターナショナル・ディストリクトに相当）において、開業当時から営業を続けている、唯一のホテルとして知られている。

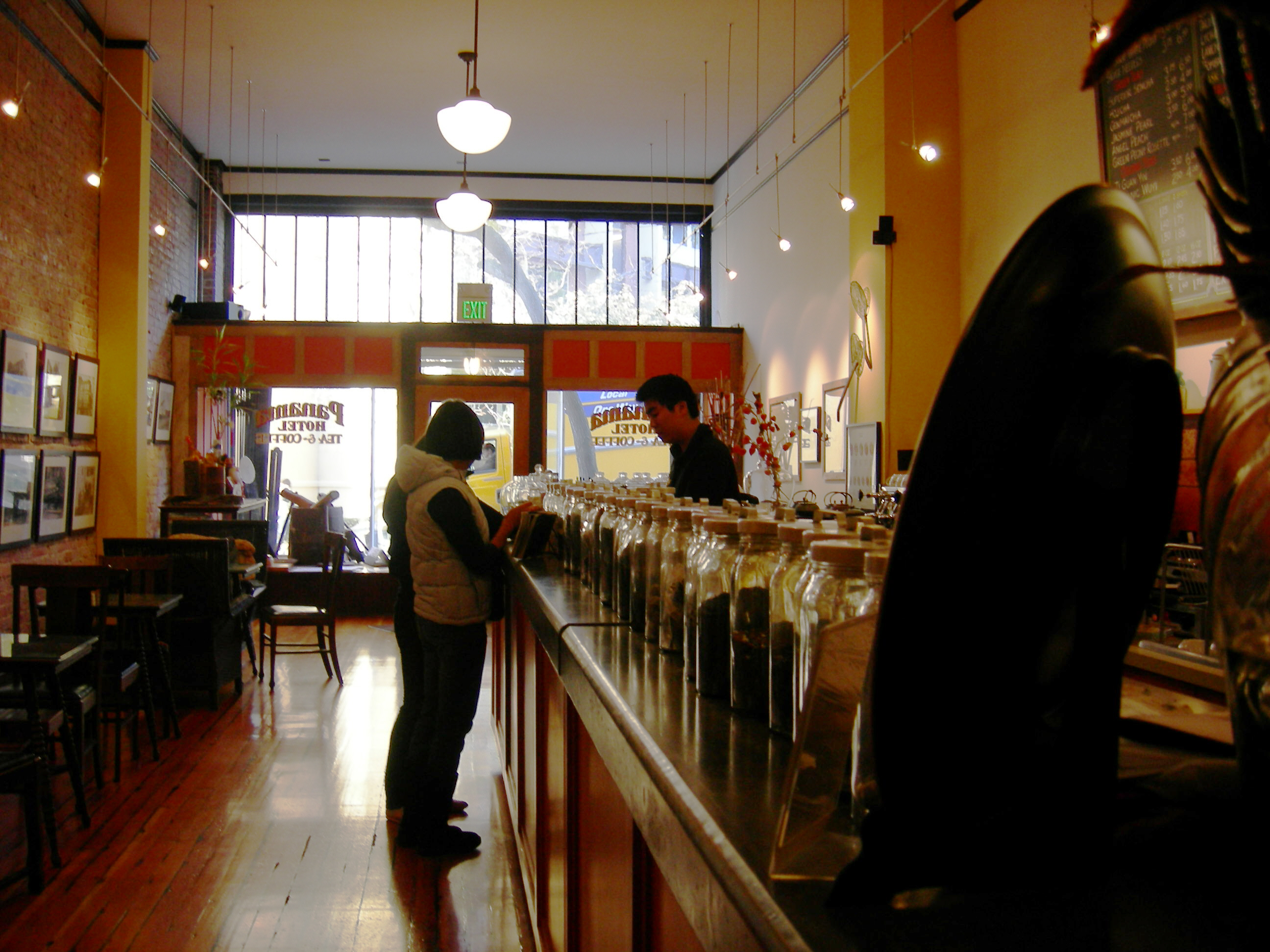
ホテルの1階で運営されているカフェ

ジェイミー・フォードの処女作『あの日、パナマホテルで』が、2010年にニューヨーク・タイムズのベストセラーリスト入りを果たした事をきっかけに、全米でもその名が知られるようになった。

## 歴史

### 戦前
1910年8月に、日本から出稼ぎのため、単身渡米した男性向けの長期宿泊施設として開業。建物には、労働者やその家族を対象とした寝室だけでなく、診療所・営業写真館・翻訳事務所・生命保険会社・銭湯・レストランなども入居していた。このことから、シアトルの日系コミュニティでは、日本館劇場と並んで中枢機能を担っていたと言える。
名称の由来は、開業当時に建設中だったパナマ運河に因んでいるという説が、現在では有力である。
ホテルは、1938年に1世の堀三次郎が、アメリカ市民権を持つ息子・隆の名義で購入するまでは、多くの人々によって管理されていた。特に1931年までは、同時に2人以上の日本人が、オーナーに名を連ねていたという。これは、当時のワシントン州では外国人土地法によって、アメリカ市民権を保有していない人物が、土地を所有することは不可能だった。それに伴い、地元の会社が所有する形で、日本人が「雇われオーナー」として、経営に携わっていたことに起因している。

### 強制収容の実施にあたって
1941年12月7日の、日本軍による真珠湾攻撃がきっかけとなり、太平洋戦争が開戦。翌1942年2月19日に、フランクリン・ルーズベルト大統領は『大統領令9066号』を発令。ワシントン・オレゴン・カリフォルニア・アリゾナの4州が軍管理地域に指定され、約12万人の日本人移民・日系人が、全米10か所に点在する強制収容所へ送致されることとなった。
立ち退きにあたって、日系人達は各々が両手で運べる荷物しか、収容所へ持ち込むことを許されなかった。その為、それ以外の私物は、全て売却または譲渡することを余儀なくされた。その際、日本町で中華料理店を営む夫婦が、三次郎のもとを訪問。収容所へ運べない荷物を、ホテルの地下で保管できないかと質問したところ、三次郎はそれを承諾。この話は、直ちに日本町中に広まった。これを機に、当局側が定めた立ち退きの期限日までに、後述する『橋立湯』のスペースを含めたホテルの地下フロアには、日系人達の荷物が、天井に届くほどの高さにまで、積まれるようになった。

### 戦後
終戦後は、堀家による経営が再開されたが、1985年に当時のオーナーだった隆は、ホテルを手放すことを決意。同州オリンピア出身で、イタリアから帰国して間もない白人女性のジャン・ジョンソンへ売却されることとなった。

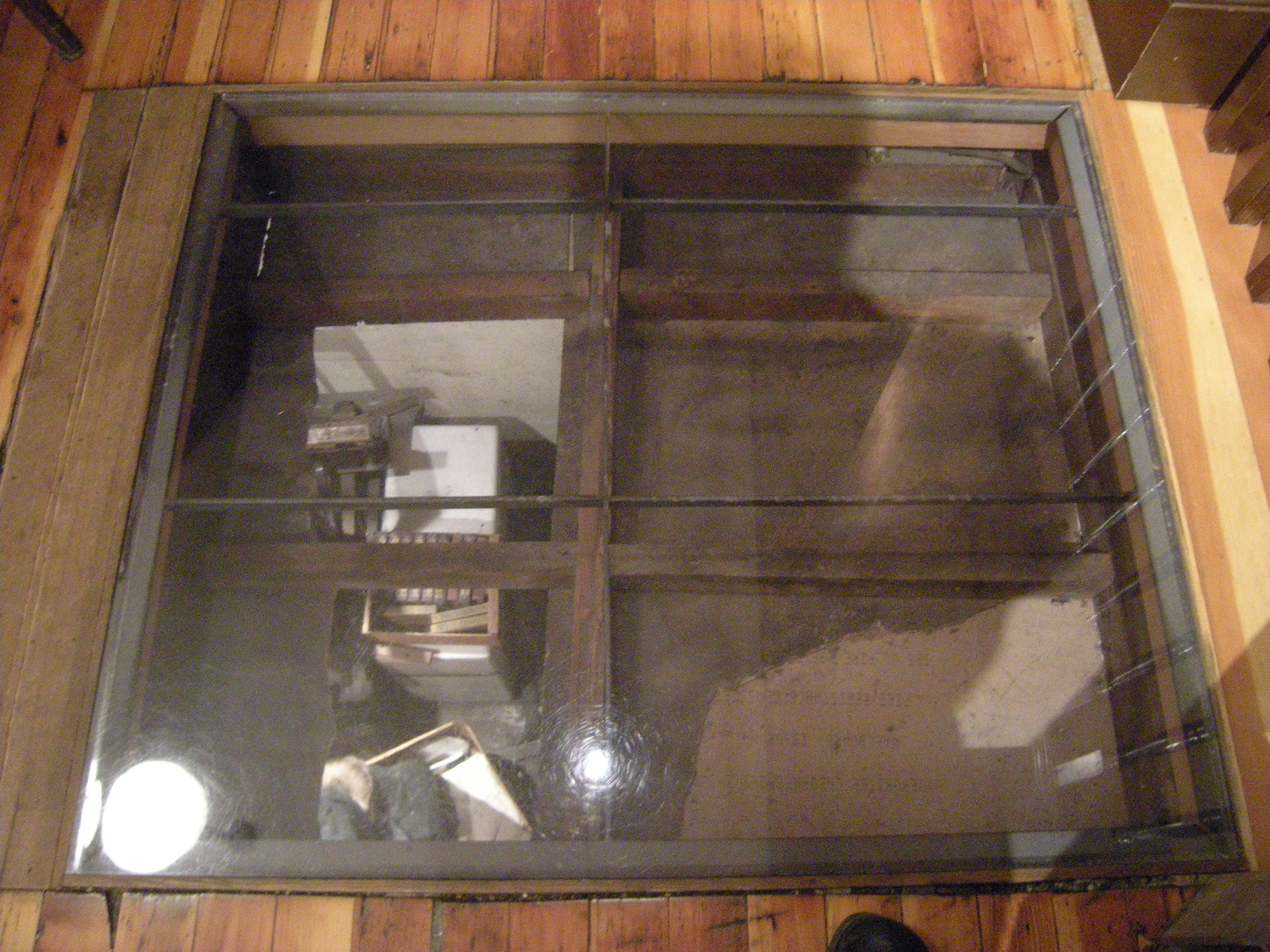
床板に設置されたガラスパネルから確認できる、ホテルの地下室に放置された日系人による荷物の一部

オーナーに就任して以降のジョンソンは、建物やその内装、調度品などを当初のまま保存することに努めた。また、上述した日系人達が収容所へ送致される前に、ホテルへ預けた荷物の多くが、引き取られないまま放置されている現状を鑑みて、2001年に1階をカフェとして改装した際、床の一部をガラスに張り替えた。利用客は、そこから船旅用のトランク・スーツケース・行李・ベッドのスプリング・化粧台・使いかけの醤油・味の素の缶・漬物やマツタケの入った壺・ヴァイオリン・バラバラの楽譜・真新しいハンカチや衣類などといった、自分達の与り知らない所で起こった出来事により破壊され、不安と恐怖に晒され、それでもいつか必ず、以前のような生活に戻れる日が来ることを信じて預けられた、日系人達の「日常の断片」を窺うことが出来る仕様になっている。

## 橋立湯
ホテルの地下で、1916年より運営されていた銭湯『橋立湯（はしだてゆ）』は、シアトルの日系人達にとっては、何よりの心の拠り所だったとされている。
日頃から、過酷な肉体労働や人種差別に苛まれる日本人移民・日系人達にとって、白人の視線を気にせず、同胞達だけで辛さを分かち合い、疲れを癒し、祖国に想いを馳せることの出来る憩いの場を設けたいという、ホテル側の意向により、敢えて英語での宣伝は行われなかった。
その『橋立湯』も、戦後は水道代の高騰に加え、一般家庭に浴室が普及するといった、公衆浴場そのものの必要性が低くなった時代の流れもあって、1963年に営業を終了した。しかし、浴場の施設は、現在でも当時の状態が、完全に保存されており、北米では唯一現存する、日本式公衆浴場の跡地となっている。

## 顕彰

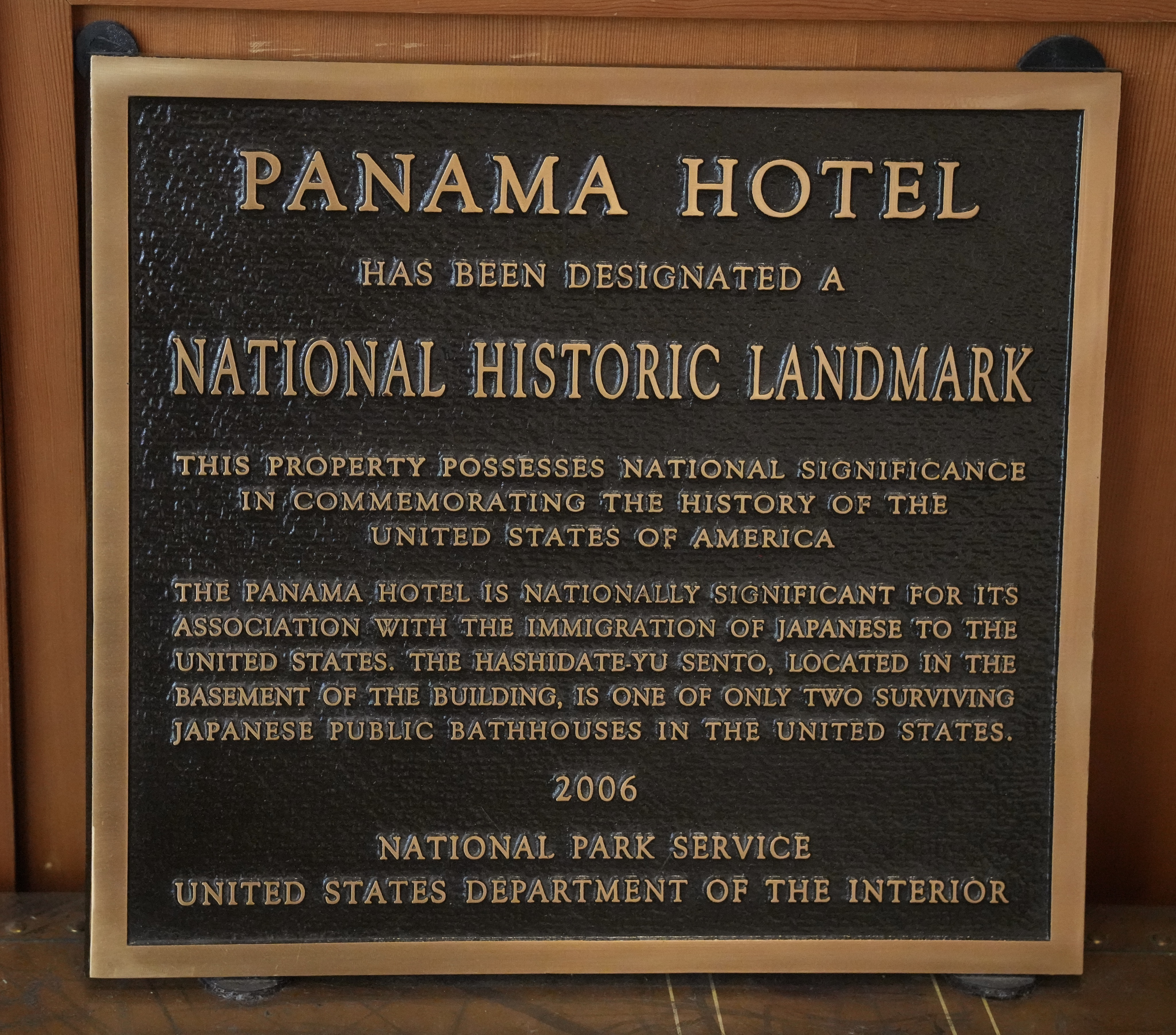
国定歴史建造物に指定された旨を記したプレート

2006年3月20日には、内務省から国家歴史登録財と国定歴史建造物に指定された。
2015年4月9日には、合衆国歴史保護ナショナル・トラストから国内では60件しかない「国宝」に認定された。同日には、シアトルの二世退役軍人会会館で、記念式典が執り行われ、当時のナショナル・トラスト会長だったステファニー・ミークス、民主党連邦下院議員のジム・マクダーモット、シアトル副市長のヒョク・キムらが出席した。
日本国政府からも、2020年12月1日に外務大臣表彰を受賞している。